# Albert Bougoin
Albert Bougouin, connu sous le nom d'Albert Bougoin, né le 13 mai 1886 dans le 12e arrondissement de Paris et mort le 5 janvier 1960 à Pantin, est un champion de natation français spécialisé dans les courses de grand fond.

## Biographie
Bougoin est mécanicien-tourneur de son métier. Il participe à la première traversée de Paris à la nage en 1905 où il abandonne en cours d'épreuve, avant de remporter l'édition de 1906 devant David Sydney Billington. Cette même année, il finit quatrième de la course de 24 heures organisée par l'Auto et remporte la traversée de Toulouse à la nage. Il participe également aux Jeux olympiques intercalaires d'Athènes mais ne se classe pas.
En 1907, il remporte une deuxième fois la traversée de Toulouse à la nage, ainsi que la traversée de Lyon. Il défend son titre lors de la traversée de Paris à la nage mais est pris d'une défaillance et doit abandonner.
En 1908, il finit troisième de celle de Tours.
En 1909, il abandonne de nouveau lors de la traversée de Paris.
Il est domicilié à Pantin à partir de 1909. Il est employé de commerce lors de son mariage en 1910.
Mobilisé en août 1914 comme vélocipédiste au 12e régiment d'artillerie, sa qualification de mécanicien lui permet d'être détaché en tant qu'affecté spécial à partir de novembre 1915 au sein d'une firme de construction mécanique, la maison Bliss, d'abord dans son établissement principal de Saint-Ouen puis à son usine de Montluçon. Albert Bougouin est rendu à la vie civile le 2 avril 1919.
En 1925, il tient un bazar à Pantin.
En 1931, il exerce à nouveau la profession de mécanicien.